# 모나스티라키

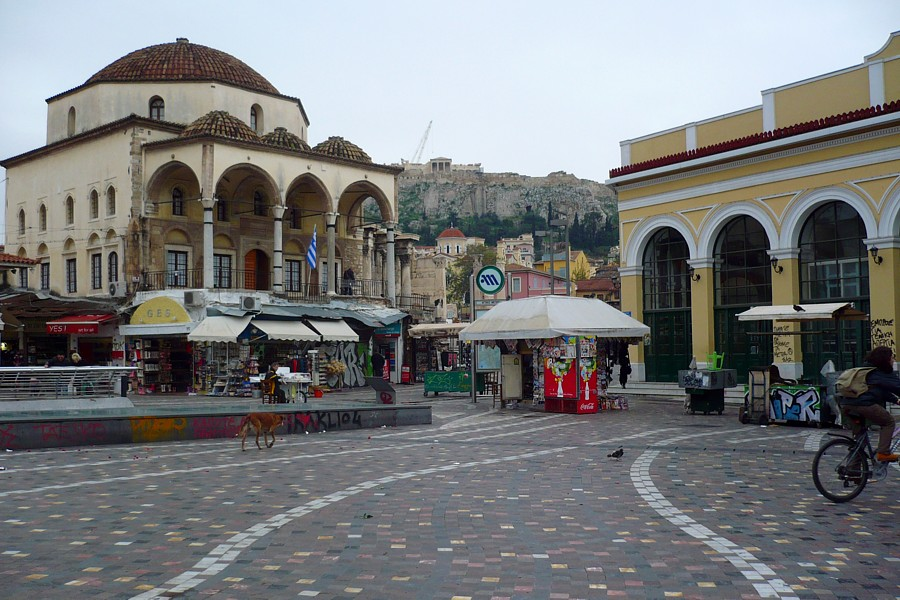
모나스티라키

모나스티라키(그리스어: Μοναστηράκι)는 그리스 아테네의 벼룩시장이다. 모나스티라키 역이 있어, 1호선과 3호선을 탈 수 있다.